# 黒衣

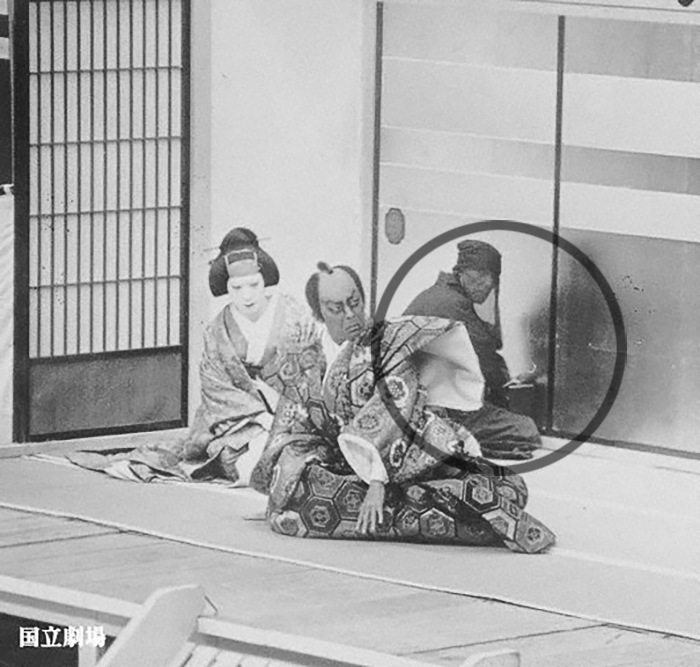
舞台上の黒衣

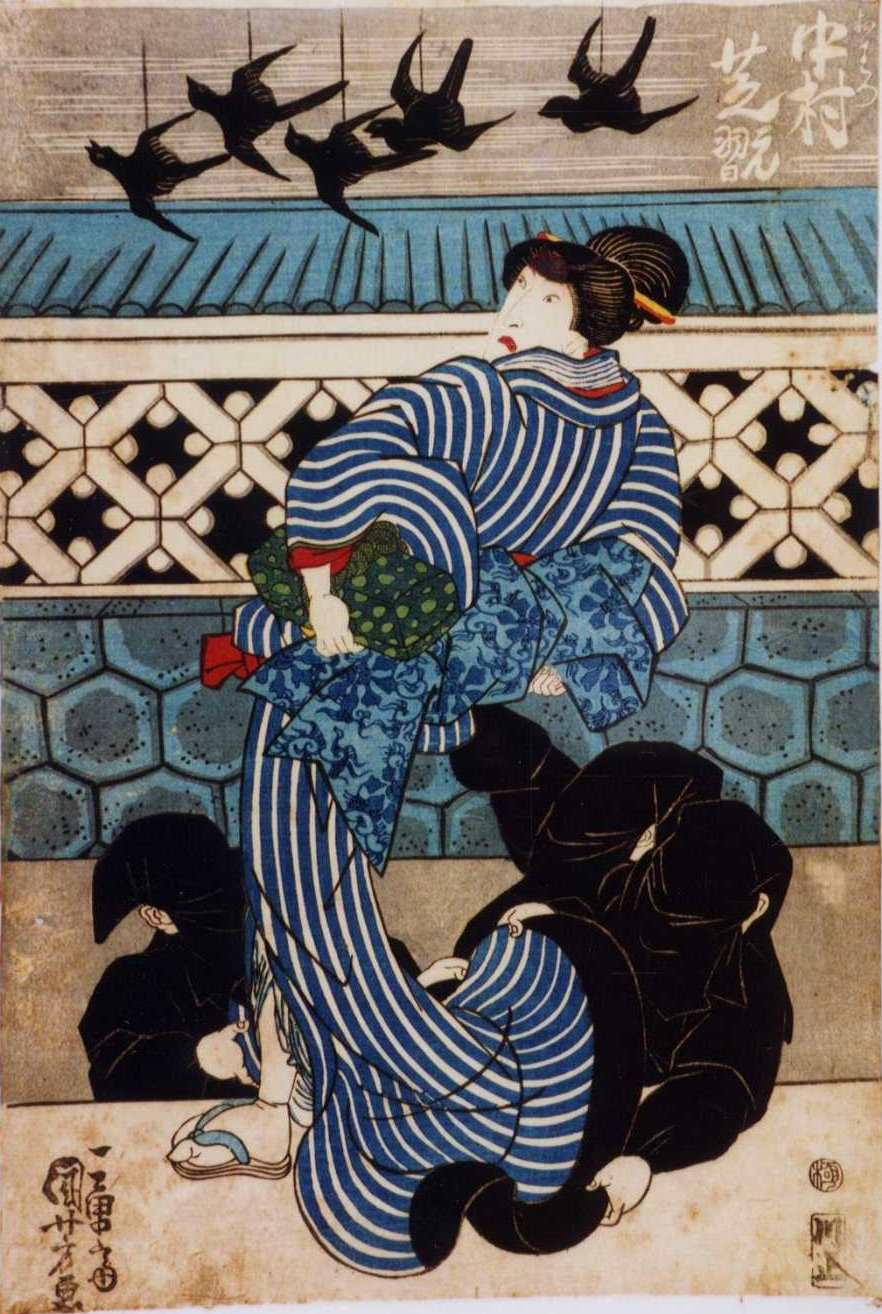
3人の黒衣が描かれている歌川国芳の役者絵

黒衣（くろご）は、歌舞伎や人形浄瑠璃で、観客からは見えないという約束事のもとに舞台上に現われ、後見として役者や人形遣いを助けたり、小道具を役者に渡したり舞台から下げたりする係。また彼らが着用する黒づくめの特殊な衣装のこと。黒具（くろぐ）ともいう。
黒子（くろこ）ともいうが、「黒子」は当て字、「くろこ」は訛読で、どちらも正しくはないものが慣用化して一般に定着してしまったものである（本来は「黒子」と書いて「ほくろ」と読む）。

## 歌舞伎における黒衣

### 黒衣の種類
歌舞伎における黒衣には、次の2種類がある。
- 役者がなる黒衣
役者が黒装束を身につけて、舞台上の演者の介添をするもの。その内容としては、衣装の早替りや化粧直しの補助、小道具（持道具）の受け渡し、舞台上に不要になった物や死体の撤去などがあり、差金の先につけた蝶・鳥・鼠・人魂などを操ったり、ぬいぐるみの動物を操ったりすることもある。これらの黒衣には、介添を受ける役者の弟子やその場面に出番のない脇役が担当することが多い。後見（こうけん）ともいう。
- 大道具方がなる黒衣
大道具担当者が黒装束を身につけて、舞台装置を操作するもの。その内容としては、舞台に敷かれた幕の撤去や、背景の転換などがある。大道具（おおどうぐ）ともいう。

### 色違いの黒衣
黒衣は見えないことが約束事になっているが、場面によっては黒の色がかえって目立ってしまう場合がある。そのため、色違いの装束があり、海や水辺の場面には青装束の波衣（なみご）・雪の場面には白装束の雪衣（ゆきご）となる。

## 慣用句
「黒衣・黒子」にはまた、本来の「見えないことになっている者」「そこには居ないことになっている者」という側面から意味が転じて、現代語では「表には名を出さない者」「裏方に徹する者」といった意味で使われることがある。